# A Night To Remember (film, 1958)
A Night To Remember (dobesedno Noč, ki si jo zapomniš) je britanski zgodovinski film katastrofe iz leta 1958, ki ga je režiral Roy Ward Baker. Scenarij, ki ga je napisal Eric Ambler, temeljil na istoimenski knjigi Walterja Lorda iz leta 1955 in govori o potopu ladje RMS Titanic 15. aprila 1912, potem ko je trčila ob ledeno goro. Film opisuje dogodke tiste noči v dokumentarnem slogu in precej podrobno. V filmu igrajo Kenneth More kot drugi častnik ladje Charles Lightoller, skupaj z njim  pa Michael Goodliffe, Laurence Naismith, Kenneth Griffith, David McCallum in Tucker McGuire.
Snemanje filma je potekalo v studiu Pinewood od oktobra 1957 do marca 1958. Produkcijska ekipa, ki jo je vodil producent William MacQuitty, je uporabila načrte ladje za ustvarjanje pristnih scenografij, medtem ko sta četrti častnik Joseph Boxhall in nekdanji Cunardov kapitan Harry Grattidge delala kot tehnična svetovalca pri filmu. Z ocenjenim proračunom do 600.000 funtov je film postal najdražji film, ki je bil do takrat posnet v Veliki Britaniji. Glasbo za film je napisal William Alwyn.
Film je bil premierno predvajan 3. julija 1958 in prejel pozitivne ocene kritikov, kateri so pohvalili zgodbo filma, glasbo filma, kinematografijo, zgodovinske natančnosti in prizore; leta 1959 je film prejel mednarodno nagrado Samuel Goldwyn na podelitvi zlatih globusov. Med številnimi filmi o Titanicu zgodovinarji in svojci preživelih nesreče zelo cenijo film A Night To Remember zaradi njegove zgodovinske natančnosti, kljub skromni produkcijski vrednosti, v primerjavi s filmom Titanic iz leta 1997.

## Vsebina
Leta 1912 je razkošni Titanic največja ladja na svetu, za katerega splošno velja, da je nepotopljiv. Titanic 10. aprila izpluje iz Southamptona na svojo prvo plovbo proti New Yorku. Medtem, ko ladja 14. aprila pluje v severnem Atlantiku, med plovbo prejme številna opozorila o ledenih gorah s bližnjih ladij, ki jih posredujejo kapitanu Edwardu Smithu, ta pa ukaže povečati nadzor in pazljivost. Tistega večera SS Californian v daljavi opazi plavajoči led in poskuša po telegrafu poslati opozorilo Titanicu. Na Titanicu potnika v prvem razredu Sir Richard in Lady Richard ter potnika v drugem razredu Clarkes, mladi mladoporočeni par, slišijo skupino, ki jo vodi Wallace Hartley, igrati različne pesmi, medtem ko potniki Pat Murphy, Martin Gallagher in James Farrel uživajo v zabavi v tretjem razredu, kjer Murphyja pritegne mlada Poljakinja in zapleše z njo.
V telegrafski sobi operaterja Jack Phillips in Harold Bride menjavata izmene. Phillips prejme opozorilo, vendar ga ne uspe pravilno dešifrirati zaradi ogromnega kupa neposlanih sporočil, ki jih pusti Bride. Californian pa medtem naleti na plavajoči led. Ladja se zaradi nevarnosti ustavi, Titanicu pa pošljejo drugo opozorilo. Preobremenjen in razdražen Phillips predčasno prekine sporočilo. Drugi častnik Charles Lightoller preda poveljstvo na ladijskem mostom prvemu častniku Williamu McMasterju Murdochu. Titanicovi potniki medtem odhajajo spat, Hoyle in Jay Yates pa ostaneta pokonci.
Nenadoma pa ladja ob 23:40 naleti na ledeno goro; kljub Murdochovemu prizadevanju, da se ladja izogne trku, pa Titanic trči vanjo. Kapitan Smith naroči poiskati Thomasa Andrewsa, konstruktorja in glavnega arhitekta ladje, da pregleda škodo; Andrews ugotavi, da je ladja utrpela 90-metersko razpoko, pri čemer je poškodovalo pet ladijskih oddelkov, ki jih poplavlja voda. Andrews obvesti Smitha, da bo Titanic potonil prej kot v dveh urah, in oba ugotovita, da ladja nima dovolj reševalnih čolnov za vse potnike. Signali za pomoč so poslani, vendar Californianov brezžični operater že predtem odidde spat. 58 milj stran brezžični operater na ladji RMS Carpathia prejme klic v sili in opozori kapitana Arthurja Rostrona, kateri takoj ukaže obrniti ladjo proti kraju nesreče. Na žalost pa bo pot do potapljajočega se Titanica trajala približno štiri ure.
Ko na posadka v daljavi na obzorju opazi ladjo Californian deset milj stran, začne Titanic signalizirati ladji, vendar posadka na Californianu ne razume, zakaj ladja v vidnem polju izstreljuje rakete. Kapitan Smith ukaže Lightollerju, naj začne spuščati reševalne čolne, medtem ko orkester igra. Na Velikem stopnišču potniku Robbieju Lucasu Andrews pove resnico, zato ženo in otroke varno spravi v čoln.
Murphy, Gallagher in Farrel pomagajo Poljakinji in njeni materi do palube in ju spravijo do čolna. Richardsa in Hoyla (ki ga je nelagodje prepričalo, da je zapustil igro pokra in se rešil) Murdoch vkrca na čoln. Yates da sopotnici sporočilo, da ga pošlje svoji sestri. Ida in Isidor Straus se nočeta ločiti, s čimer sta nenamerno zgled gospe Clarke, ki se odloči ostati s svojim možem, dokler jima Andrews ne svetuje, kako naj preživita.
Medtem, ko se posadka trudi zadržati potnike tretjega razreda, se večina potnikov prvega in drugega razreda vkrca na rešilne čolne in odvesla. Ko Titanic vedno bolj tone, se potniki začnejo zavedati nevarnosti; ko potniki tretjega razreda končno vdrejo na glavno palubo, nastane kaos. Predsednik družbe White Star Line J. Bruce Ismay se vkrca v enega zadnjih reševalnih čolnov. Potniki - med njimi Murphy, Gallagher in Farrel - začnejo bežati proti krmi, ko se dvigne vedno bolj v zrak, medtem ko se Lightoller in drugi sposobni mornarji trudijo pripraviti dva preostala zložljiva reševalna čolna, ko se Titanicov premec potopi. Kapitan Smith zavpije skozi svoj megafon: "Zapustite ladjo! Vsak naj poskrbi zase!"
Clarkovi uporabijo vrv, da se spustijo po boku ladje, medtem ko orkester odigra himno "Nearer, My God, to Thee" in Smith se vrne na ladijski most, da se pripravi, da bo potonil skupaj z ladjo. Titanic začne vedno hitreje toniti; Lightoller in mnogi drugi končajo v ledeno mrzli vodi. Andrews mirno čaka na svoj konec v kadilnici prvega razreda, medtem ko stevard tolaži izgubljenega dečka. Lucas se ozre proti reševalnim čolnom, saj ve, da nikoli več ne bo videl svoje družine, Clarkove pa ubije četrti ladijski dimnik, ki se zruši iz ladje in pade v morje. Potniki molijo, ko poškodovana ladja potopone pod vodno gladino in izgine v globine oceana.
Takoj zatem jezna Margaret "Molly" Brown zahteva vrnitev reševalnih čolnov, saj mnogi začnejo umirati zaradi podhladitve. Lucasovo mrtvo truplo plava mimo prevrnjenega zložljivega čolna, medtem ko Yates, ki noče prenatrpati čolna, odplava stran in se utopi. Lightoller prevzame vodenje čolna, ko Murphy in Gallagher prispeta na krov, čeprav Farrel kmalu umre. Glavni pek Charles Joughin, potem ko se je odpovedal svojemu sedežu v reševalnemu čolnu in se obrnil k alkoholu, da bi si olajšal podhladitev, se prav tako povzpne na krov. Moške reši drug čoln. Carpathia prispe rešit preživele, ko Lightoller pove polkovniku Archibaldu Gracieju: "Mislim, da se ne bom nikoli več počutil prepričan o čemer koli." Na ladji, ko poteka skupinska molitev, Murphy in Gallagher stojita s Poljakinjo in njeno mamo, medtem ko gospa Farrel in gospa Lucas ter njeni otroci žalujejo za izgubo svojih ljubljenih. Rostron pove Lightollerju na palubi, medtem ko Carpathia pluje ob plavajočih naplavinah s Titanica, da je bilo 705 rešenih in 1500 jih je umrlo. Carpathia prejme sporočilo od ladje Californian, ki ga sprašuje, kaj je mogoče storiti, da bi pomagali, vendar jim Rostron sporoči, da je "storjeno vse, kar je bilo možno".

## Vloge
- Kenneth More - Drugi častnik Charles Lightoller
- Michael Goodliffe - Ladijski konstruktor Thomas Andrews
- Laurence Naismith - Kapitan Edward Smith
- Kenneth Griffith - Radijski operatere Jack Phillips
- David McCallum - Operater Harold Bride
- Tucker McGuire - Margaret "Molly" Brown
- Frank Lawton - Predsednik družbe White Star Line, J. Bruce Ismay
- Richard Leech - Prvi častnik William McMaster Murdoch
- Anthony Bushell - Kapitan Arthur Rostron
- Alec McCowen - Radijski operater Harold Cottam
- George Rose - Glavni pek Charles Joughin
- Jack Watling - Četrti častnik Joseph Boxhall
- Michael Bryant - Šesti častnik James Paul Moody
- Howard Lang - Glavni častnik Henry Tingle Wilde
- Dennis Carnell - Tretji častnik Herbert Pitman
- Howard Pays - Peti častnik Harold Lowe
- Emerton Court - Upravitelj stroja Joseph Bell
- James Dyrenforth - Archibald Gracie IV
- Harold Goldblatt - Benjamin Guggenheim
- Russell Napier - Kapitan Stanley Lord
- Geoffrey Bayldon - Operater Cyril Evans
- Jane Downs - Sylvia Ligtholler

## Ocene
Po premieri leta 1958 je film prejel pozitivne ocene kritikov, Bosley Crowther pa je film označil za "napeto, vznemirljivo in nadvse osupljivo dramo... [ki] postavi zgodbo o veliki katastrofi v preprost človeški izraz, a vse to pripelje v dramo monumentalne enotnosti in obsega"; po besedah Crowtherja:
Ta izjemna slika je briljantna in ganljiva pripoved o obnašanju ljudi na Titanicu tisto noč, ki je ne bi smeli nikoli pozabiti. To je opis ležernosti in lahkomiselnosti večine ljudi takoj po trku velike ladje v ledeno goro, počasnega kopičenja panike, ki se končno dvigne v človeški holokavst, šokantno grdih delčkov nizkotnosti in čudovito pogumnih in plemenitih dejanj.
Film je prejel številne nagrade, vključno z nagrado zlati globus za najboljši angleški film, in prejel visoke pohvale kritikov z obeh strani Atlantika. Še danes film velja za najbolj zgodovinsko natančen film o potopu Titanica.